# Altura (astronomía)

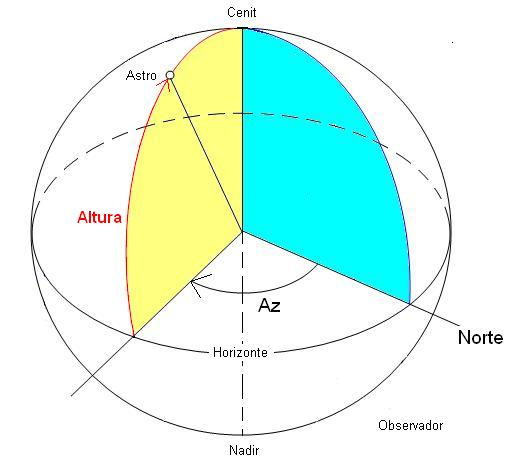
Altura de un astro.

En astronomía se llama altura (a) de un astro al arco de vertical contado desde el horizonte hasta el astro. Su valor absoluto es siempre menor o igual que 90° y, por convenio, es un valor positivo si el astro es visible (es decir si está sobre el horizonte) y negativo si no es visible (es decir si está bajo el horizonte). Es una de las dos coordenadas horizontales, siendo la otra el azimut o acimut. La altura y el acimut son coordenadas que dependen de la posición del observador. Es decir un mismo astro en un mismo momento son vistos bajo diferentes coordenadas horizontales por diferentes observadores situados en puntos diferentes de la Tierra. Esto significa que dichas coordenadas son locales. En la actualidad para medir la altura de un astro se utiliza un instrumento denominado sextante. Si lo que se mide es la altura del sol, hay que tener mucho cuidado para no dañar los ojos.
Las coordenadas horizontales pueden ser calculadas matemáticamente. Esta información al mismo tiempo puede ser utilizada para calcular la radiación solar recibida por la tierra en un período de tiempo determinado o la proyección de sombras de un elemento que aún no existe como un edificio, entre muchísimas otras funciones.